# Archaeosepta
Archaeosepta es un género de foraminífero bentónico de la familia Ventrolaminidae, del suborden Involutinina y del orden Involutinida. Su especie tipo es Archaeosepta platierensis. Su rango cronoestratigráfico abarca desde el Bajociense hasta el Bathoniense (Jurásico medio).

## Clasificación
Archaeosepta incluye a las siguientes especies:
- Archaeosepta basiliensis †
- Archaeosepta coratina †
- Archaeosepta platierensis †